# 泉崎村立泉崎中学校
泉崎村立泉崎中学校（いずみざきそんりつ いずみざきちゅうがっこう）は、福島県西白河郡泉崎村にある村立中学校。

## 年間行事
- 4月 - 着任式、入学式、JRC登録式、修学旅行（3年）、学習旅行（1・2年）
- 5月 - 前期生徒会総会
- 6月 - 中体連
- 7月 - 1学期終業式
- 8月 - 中体連東北・全国大会、2学期始業式
- 9月 - 体験活動・福祉体験活動
- 10月 - 球技大会・白樺祭
- 12月 - 生徒会役員立会演説・選挙、2学期終業式
- 1月 - 3学期始業式、スペリングコンテスト
- 2月 - 後期生徒会総会、3年生を送る会
- 3月 - 卒業式、修了式、離任式

## 部活動
- 野球部（男子のみ）
- サッカー部
- 自転車部 （県内唯一の部）
- バレーボール部（女子のみ）
- ソフトテニス部（女子のみ）
- バスケットボール部
- 美術部
- パソコン部
- 卓球部
- 器楽部
- 陸上部(特設)
- 駅伝部(特設)
- 水泳部(特設)

## 専門委員会
- 規律委員会
- 放送委員会
- 学習体育委員会
- 厚生委員会
- 環境整備委員会
- 購買委員会
- 代表委員会（前期・後期別）